# Igreja Ortodoxa Chinesa
A Igreja Ortodoxa Chinesa (em russo:  Китайская православная церковь. em chinês:  中華東正教會) é uma igreja ortodoxa autônoma (português brasileiro) ou autónoma (português europeu) na China, sob o Patriarcado de Moscou, a qual, antes da Revolução Cultural chinesa de 1966, estima-se que tinha vinte mil membros. Hoje em dia, o cristianismo ortodoxo é praticado principalmente pela minoria russa na China. Foi concedida autonomia por sua Igreja-mãe, a Igreja Ortodoxa Russa, em 1956.

## História

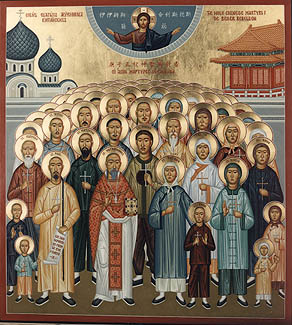
Ilustração dos mártires chineses

A história moderna da Ortodoxia na China começou no final do século XVII, quando os cossacos de Albazino, capturados em 1684 pelo exército chinês, liderado pelo Padre Máximo Leontiev, foram levados para Pequim e fundaram uma comunidade russa lá.
Os missionários russos e siberianos chegaram à China em 1685. Nesse ano, o Imperador Kangxi instalou 31 habitantes do Forte capturado de Albazino no rio Amur.
A primeira missão foi estabelecida em 1715 em Pequim pelo Arquimandrita ortodoxo Hilário. A missão foi registrada no Tratado de Kyakhta de 1727. Sob pressão de Sava Vladislavich, o governo chinês concedeu aos russos o direito de construir uma capela ortodoxa na embaixada russa em Pequim. A missão publicou quatro volumes de pesquisa em estudos chineses. 
Em 1954, por razões políticas, a Missão Espiritual Russa na China, que possuía todas as igrejas ortodoxas, foi abolida. Em 23 de novembro de 1956, o Santo Sínodo da Igreja Ortodoxa Russa, em acordo com o Departamento de Cultos do Conselho de Estado da República Popular da China, decidiu conceder autonomia à Igreja Ortodoxa Chinesa. O Arquimandrita Basílio (Shuang) foi consagrado Bispo de Pequim e China, em 30 de maio de 1957, em Moscou, e também atuaria temporariamente como Primaz da Igreja Ortodoxa Chinesa.
Após a morte do Bispo Basílio (Shuang) de Pequim e China (1962) e do Bispo de Xangai Simeão (Du) (1965), a Igreja Ortodoxa Chinesa perdeu sua hierarquia episcopal.
No final da década de 1960, praticamente deixou de ter sua existência visível e de fato não foi restaurada até hoje e não tem registro a nível de instituição religiosa estatal devido ao seu pequeno número e fragmentação, embora o Patriarcado de Moscou continue a considerá-la existente.
Em 7 de fevereiro de 1997, o Santo Sínodo da Igreja Ortodoxa Russa decidiu que, até a eleição de seu Primaz pelo Conselho Local, o cuidado canônico das paróquias no território da República Popular da China será realizado pelo Patriarca de Moscou e de Toda a Rússia. Por decisões subsequentes do Santo Sínodo, o cuidado do rebanho da Região Autônoma de Xinjiang Uygur da República Popular da China foi confiado ao clero da Metrópole do Cazaquistão e, sobre as comunidades da Mongólia Interior - à Diocese de Chita-Transbaikal da Igreja Ortodoxa Russa.
Em 2015, depois de 60 anos, foi ordenado o primeiro sacerdote ortodoxo na China.
Em março de 2018, a Igreja Ortodoxa Chinesa obteve a aprovação do governo para preparar novos padres nos seminários teológicos russos.

## Galeria

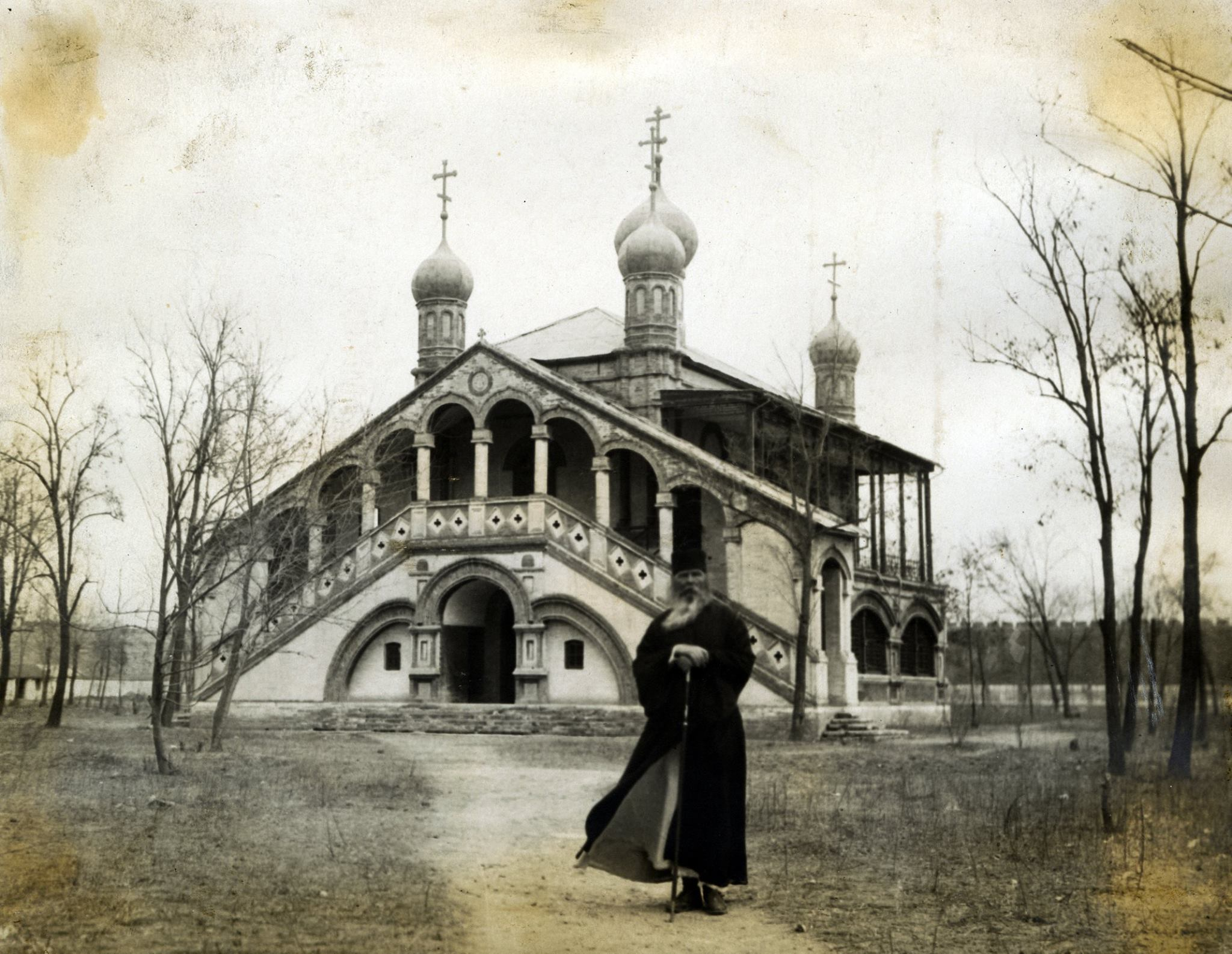
Bispo Inocêncio Figurovski em frente à Igreja dos Novos Mártires Chineses em Pequim
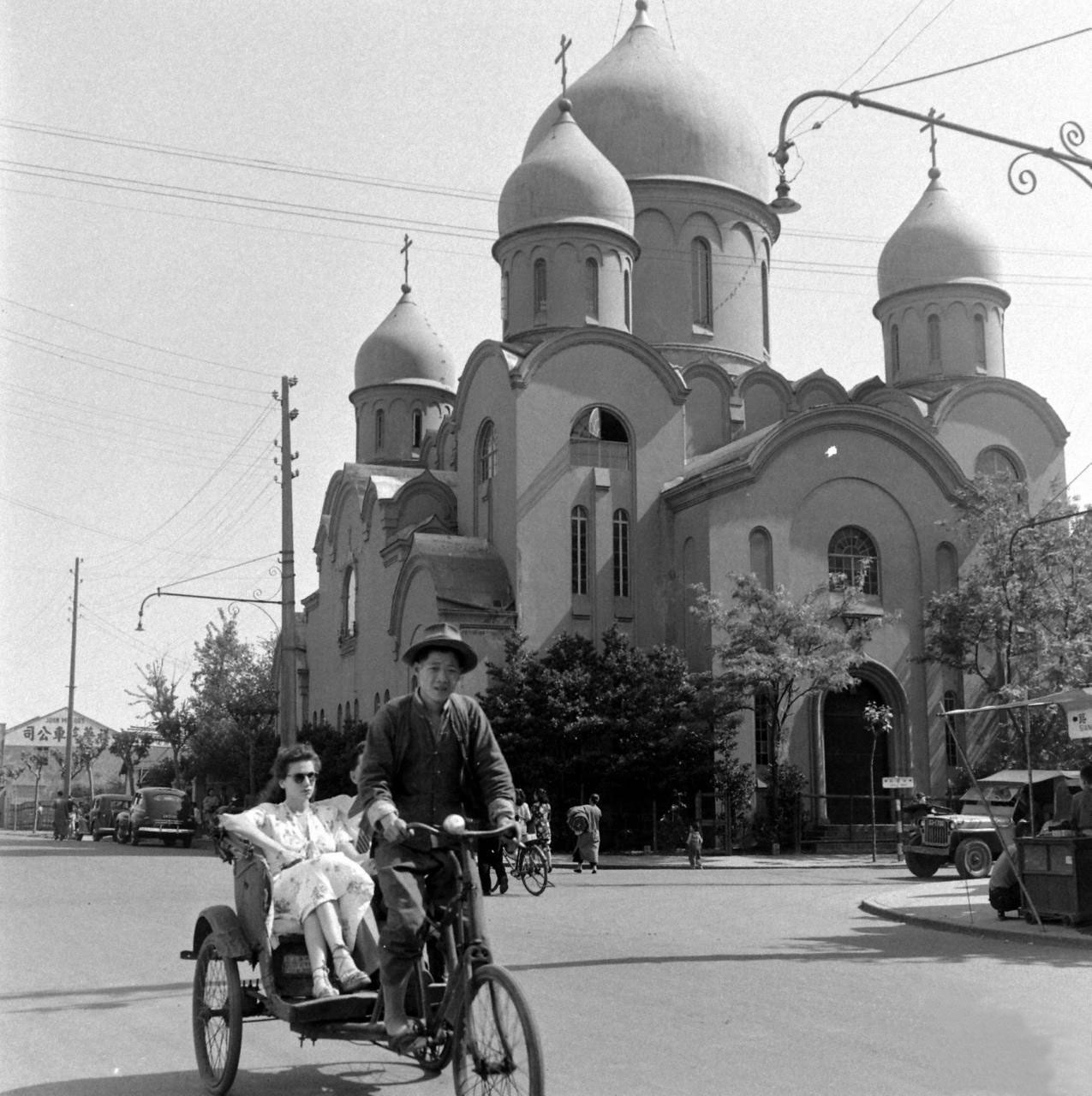
Catedral do Ícone da Mãe de Deus "Intercessor pelos Pecadores" em Xangai
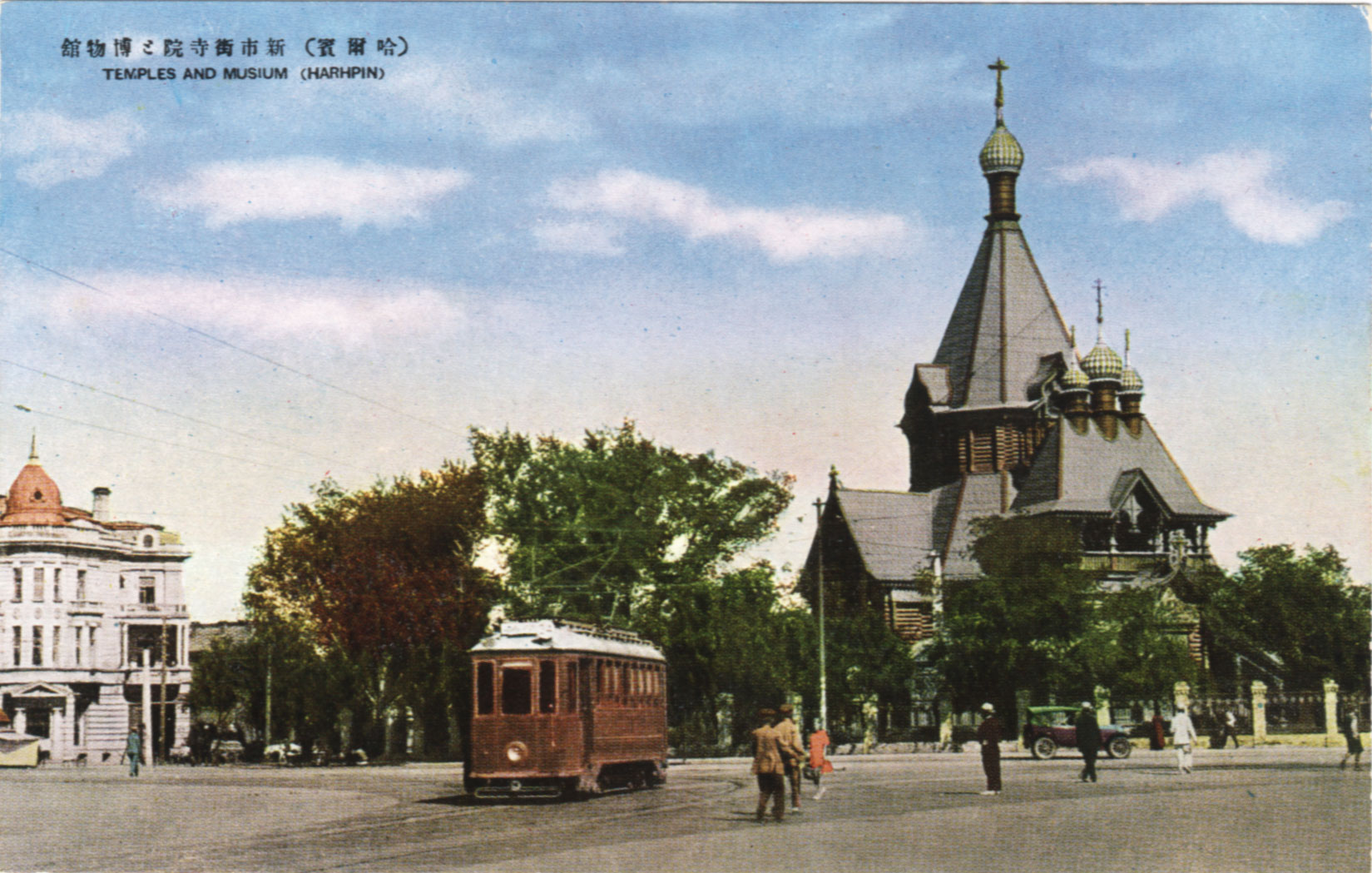
Igreja de São Nicolau em Harbin, destruída durante a Revolução Cultural
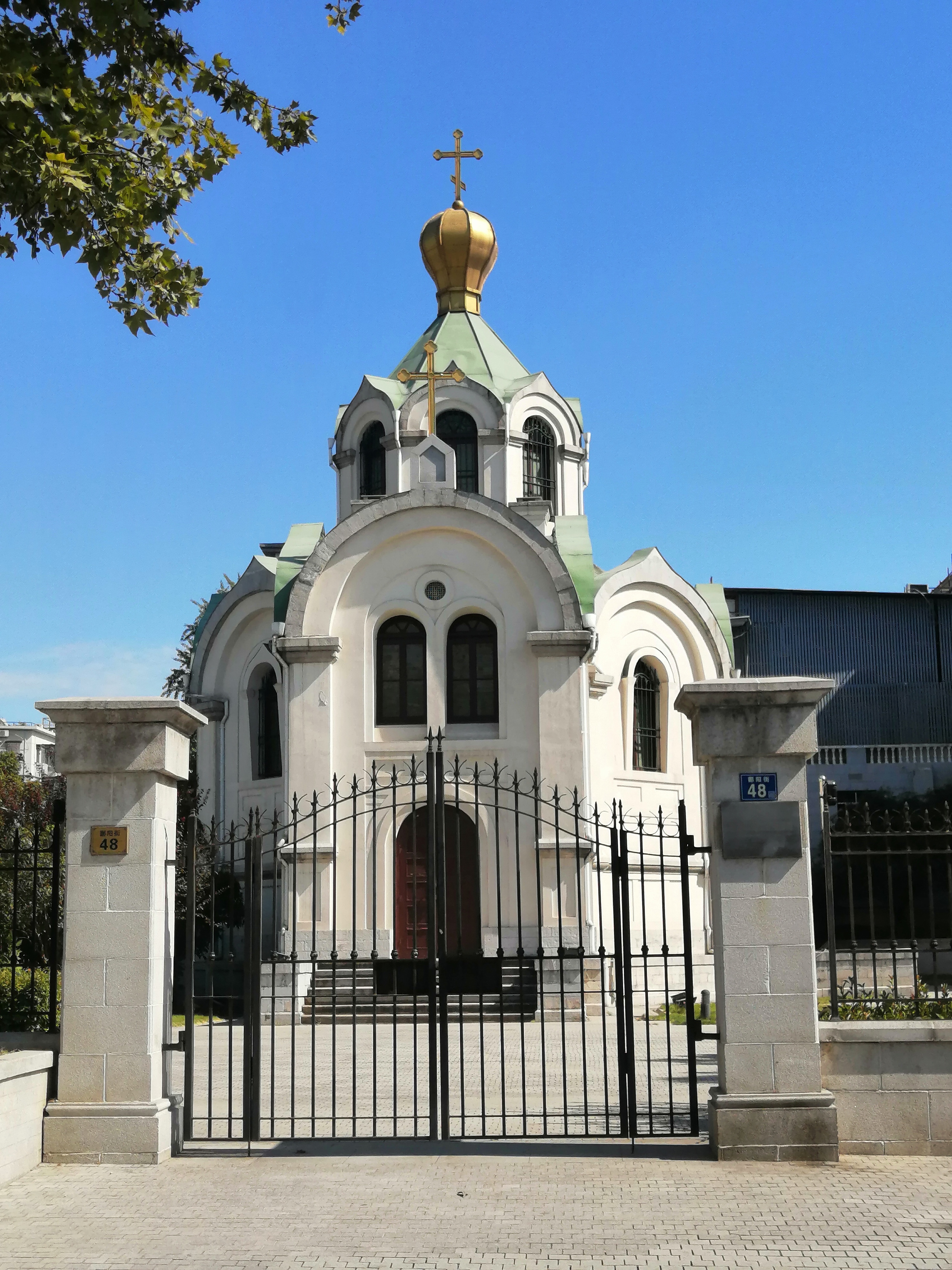
Antiga Igreja Ortodoxa em Wuhan
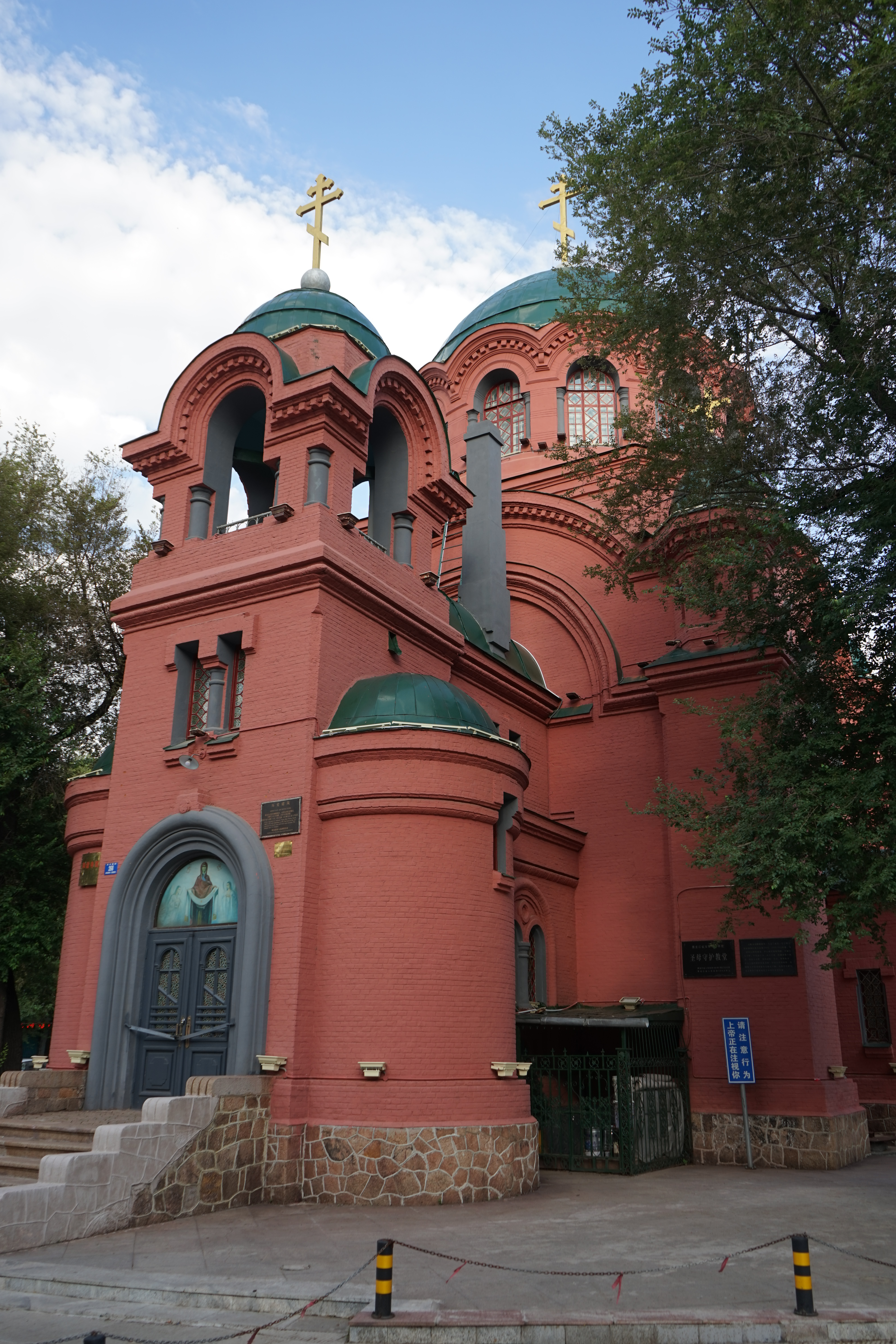
Igreja da Intercessão, Harbin. Um dos quatro templos da Igreja Ortodoxa Chinesa em funcionamento.

## Situação atual

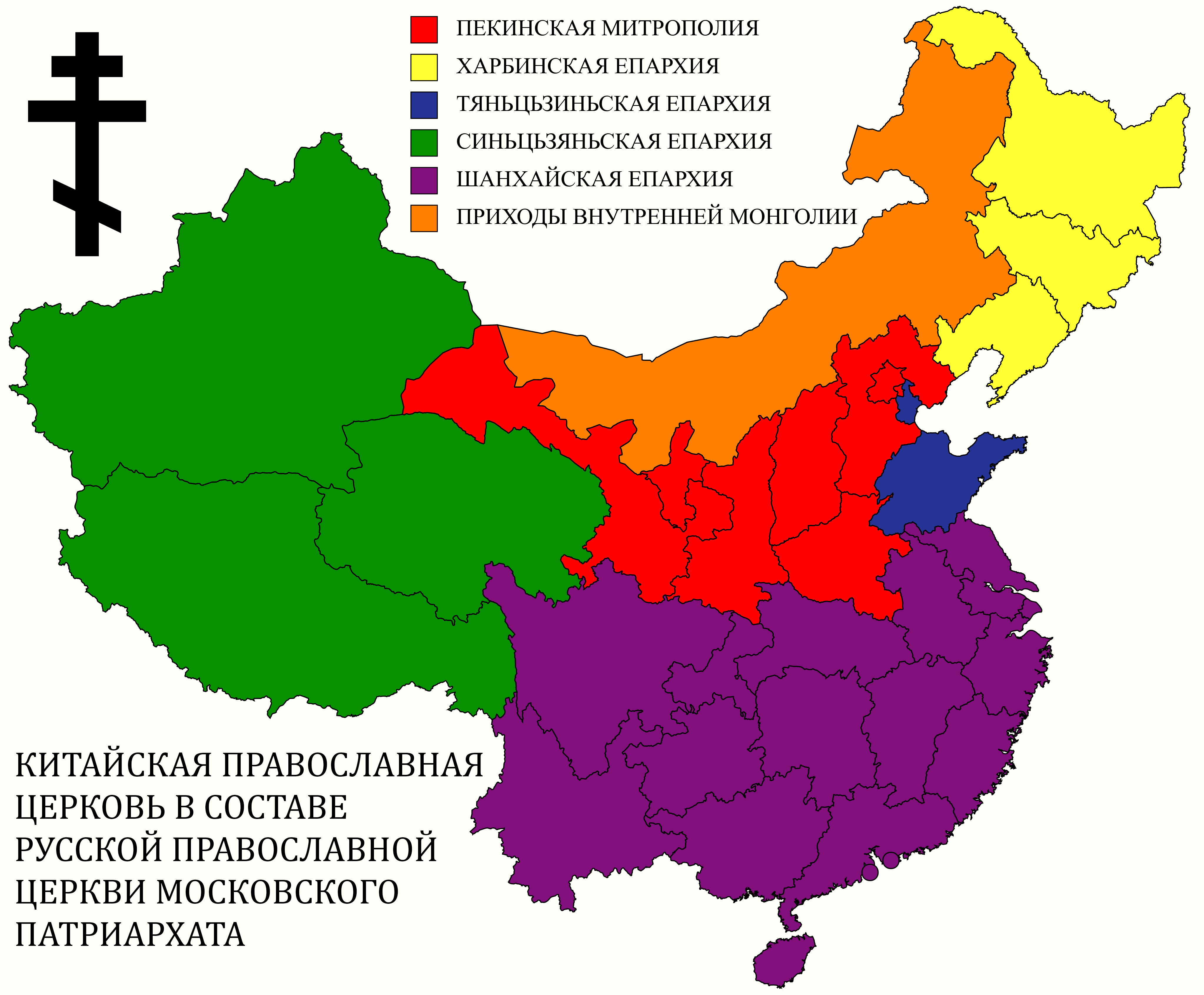
Eparquias da Igreja Ortodoxa Chinesa (em russo).

Em 2020, havia quatro paróquias da Igreja Ortodoxa Chinesa operando legalmente: Harbin, Labdarin, Inin, Urumqi. No momento, dois padres estão servindo na Igreja Ortodoxa Chinesa, Padre Alexandre Yu, em Harbin e Padre Paulo Sun Ming, em Labudalin. Há um diálogo oficial entre a Igreja Ortodoxa Russa e o Escritório de Assuntos Religiosos da República Popular da China com o objetivo de normalizar a situação da Igreja Ortodoxa Chinesa.

## Eparquias
Atualmente, não há um único bispo no território canônico da Igreja Ortodoxa Chinesa e há uma escassez crítica de padres.
| Diocese                                                                         | Ano de fundação | Bispo governante                                           | Centro administrativo | Paróquias     | Mosteiros | Decanatos              | Notas                                                                                               |
| ------------------------------------------------------------------------------- | --------------- | ---------------------------------------------------------- | --------------------- | ------------- | --------- | ---------------------- | --------------------------------------------------------------------------------------------------- |
| Pequim                                                                          | 1918            | Patriarca de Moscou, administrador temporário (desde 2009) | Pequim                |               | não       | 2 (Pequim e Hong Kong) | |
| Harbin                                                                          | 1922            | Vacante                                                    | Harbin                | 1             | não       |                        | |
| Xangai                                                                          | 1922            | Vacante                                                    | Xangai                | sem registros | não       |                        | |
| Tianjin                                                                         | 1922            | Vacante                                                    | Tianjin               | 1             | não       |                        | |
| Xinjiang                                                                        | 1934            | Alexandre (Mogilev), Metropolita de Astana (desde 2010),   | Urumqi                | 1             | não       |                        | Desde 2002, o cuidado pastoral temporário tem sido realizado pelo Metropolita de Astana e Alma-Ata. |
| Paróquias da Região Autônoma da Mongólia Interior da República Popular da China | 2000            | Demétrio (Eliseev), Metropolita de Chita (desde 2016)      | Hohhot                | 1             | não       |                        | Desde 2000, o Bispo de Chita e Krasnokamensk tem providenciado cuidados pastorais temporários.      |

A ortodoxia é reconhecida como a religião da minoria nacional russa nas regiões autônomas especiais de Xinjiang e Mongólia Interior, na província de Heilongjiang.

### Hong Kong
Em 2003-2004, o Arcipreste Dionísio Pozdniaev reviveu a Paróquia em honra dos Apóstolos Pedro e Paulo em Hong Kong, que foi restaurada oficialmente em 6 de outubro de 2008 por decisão do Santo Sínodo.

### Taiwan
Em 2012, foi estabelecido um escritório de representação da Igreja Ortodoxa Russa em Taiwan. O padre Cirilo Shkarbul reviveu a paróquia em Taichung e em 26 de fevereiro de 2013 restaurou a paróquia em homenagem à Exaltação da Santa Cruz na cidade de Taipei. Desde março de 2013, uma comunidade ortodoxa foi formada na cidade de Taichung. Ambas as paróquias são ministradas por um padre missionário, o padre Cirilo Shkarbul.
O Bispo governante do Metóquio é o Patriarca Cirilo de Moscou e Toda a Rússia. Em nome do patriarca, as paróquias do metóquio são administradas pelo chefe do Escritório de Instituições Estrangeiras do Patriarcado de Moscou. Segundo o padre George Maksimov, a missão em Taiwan é muito promissora: “Não há obstáculos tanto do Estado quanto da sociedade. Isso não pode ser dito sobre todos os países da Ásia”.

## Primazes

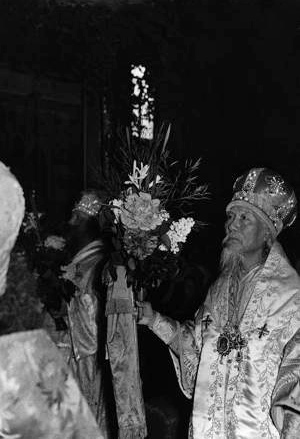
Basílio Shuang, Bispo de Pequim e China. 1º Primaz da Igreja Ortodoxa Chinesa.

- Basílio Shuang (30 de maio de 1957 - 3 de janeiro de 1962), bispo de Pequim e China[24][4][10][25]
- Simeão Du (janeiro de 1962 - 3 de março de 1965), bispo de Xangai[25]
- Aleixo II (17 de fevereiro de 1997 - 5 de dezembro de 2008), patriarca de Moscou e Toda a Rússia[10]
- Cirilo I (de 6 de dezembro de 2008), patriarca de Moscou e toda a Rússia[15]